# Воробьёвка (Урицкий район)
Воробьёвка — деревня в Урицком районе Орловской области России. Входит в Городищенское сельское поселение.

## География
Ближайшие населённые пункты — Челищевский и Криволожка.
Имеется одна улица — Родниковая.

## Население
| 2010 |
| ---- |
| 1    |